# Cassytha
Cassytha is een geslacht uit de laurierfamilie (Lauraceae). De soorten komen wereldwijd voor in (sub)tropische gebieden.

## Soorten
- Cassytha aurea J.Z.Weber
- Cassytha candida (J.Z.Weber) J.Z.Weber
- Cassytha capillaris Meisn.
- Cassytha ciliolata Nees
- Cassytha filiformis L.
- Cassytha flava Nees
- Cassytha flindersii (J.Z.Weber) J.Z.Weber
- Cassytha glabella R.Br.
- Cassytha larsenii Kosterm.
- Cassytha melantha R.Br.
- Cassytha micrantha Meisn.
- Cassytha nodiflora Meisn.
- Cassytha pedicellosa J.Z.Weber
- Cassytha peninsularis J.Z.Weber
- Cassytha pergracilis (Hatus.) Hatus.
- Cassytha pomiformis Nees
- Cassytha pondoensis Engl.
- Cassytha pubescens R.Br.
- Cassytha racemosa Nees
- Cassytha rufa J.Z.Weber

... · 
Apollonias · 
Beilschmiedia · 
Cinnamomum · 
Laurus · 
Ocotea · 
Persea · 
Ravensara · 
Sassafras · 
...